# Андерсон, Александр (математик)
Александр Андерсон (ок.1582, Абердин — ок. 1620 года, Париж) — шотландский математик.
Представитель клана Андерсон, он был сыном Дэвида Андерсона из Финсхая. Его сестрой была Джанет Андерсон, мать известного математика Джеймса Грегори. В молодости он отправился на континент и преподавал математику в Париже, где он публиковал или редактировал различные труды по алгебре и геометрии между 1612 и 1619 годами.
Он был выбран душеприказчиками Франсуа Виета, чтобы пересмотреть и отредактировать рукописные работы Виета. Сохранившиеся работы Андерсона состоят из шести тонких томов. Последний из них был опубликован в 1619 году; вполне вероятно, что автор умер вскоре после этого года, но точная дата его смерти неизвестна.